# 末法
末法（まっぽう）とは、仏教で、仏陀の教のみが存在して悟りに入る人がいない時期のこと。または、釈迦の死後1,500年（または2,000年）以降の時期のことである。

## 概説
末法というのは、正法（しょうぼう）、像法（ぞうぼう）の後に位置づけられている時期のことである。正法・像法・末法という三時（さんじ）のひとつである。
末法というのは、仏の在世から遠く隔たったため、教法が次第に微細・瑣末になり、僧侶が戒律を修めず、争いばかりを起こして邪見がはびこり、釈迦の仏教がその効力をなくしてしまう時期とされる。
三時の長さのとらえかたには諸説あり、一説には、正法千年、像法千年、末法一万年とされ、多くはこの説をとっている。
なお、肝心の釈迦の入滅年に関しては諸説あるものの、確かなことは判っていない。

## 五百歳
三時または五箇の五百歳は『大集経』に説かれる。
| 「 | 大覚世尊、月蔵菩薩に対して未来の時を定め給えり。所謂我が滅度の後の五百歳の中には解脱堅固、次の五百年には禅定堅固已上一千年、次の五百年には読誦多聞堅固、次の五百年には多造塔寺堅固已上二千年、次の五百年には我が法の中に於て闘諍言訟して白法隠没せん | 」 |

日本では伝統的に『末法燈明記』（最澄の著作とされていたが偽書説がある）を根拠に1052年（永承7年）に末法に入ったとされたため、ここではそれに従う。この考え方では釈迦の入滅を『周書異記』を根拠に紀元前949年とする（考古学的な推測よりかなり古い時代であり、東南アジアの仏暦ともかなりの差がある）。
- 第一の五百歳	解脱堅固…インドにおいて迦葉（マハーカッサパ）・阿難（アーナンダ）等が小乗教を弘めた。
- 第二の五百歳	禅定堅固…インドにおいて竜樹（ナーガールジュナ）・天親（ヴァスパンドゥ）等が大乗教を弘めた。
- 第三の五百歳	読誦多聞堅固…仏教が東に流れて中国に渡り経典の翻訳や読誦、講説等が盛んに行われた。天台大師（智顗）が法華経を弘めた。
- 第四の五百歳	多造塔寺堅固…仏教が東に流れて日本に渡り聖徳太子以来多くの寺塔が建てられた。伝教大師（最澄）が日本の仏教を統一し大乗戒壇を建てた。
- 第五の五百歳	闘諍堅固・白法隠没…戦乱が激しくなり、釈迦の仏法が滅尽する。末法思想から鎌倉新仏教が起こった。

## 関連文献
- 北川前肇,「日蓮聖人『観心本尊抄』を読む(第21講)　末法に必ず出現される地涌の菩薩」大法輪 75(3), 174-181, 2008-03
- 関口忠男, 「『平家物語』末法観の提起せる諸問題 」大東文化大学紀要, 人文科学 (47), 169-183, 2009, NAID 40016590114
- 秋場善彌, 「「日蓮主義」研鑽(41) 末法には折伏立行が如説修行--『佐渡御書』『如説修行抄』に学ぶ」国体文化 (1021), 24-28, 2009-06, NAID 40016694351
- 渡邊寳陽, 「『立正安国論』の周辺と『観心本尊抄』の精髄」『印度學佛教學研究』 57巻 3号 2009年 p.1285-1292, 日本印度学仏教学会, doi:10.4259/ibk.57.3_1285, NAID 110007160484
- 釆睪晃, 「慧思における末法と『法華経』」『佛教学セミナー』 91号, p.18-28, 2010-06, 大谷大学佛教学会, ISSN 0287-1556
- 千葉考史,「法然・親鸞の末法観」『仏教文化』 (19), 29-45, 2010-03, NAID 40018986907